# Divertikel
En divertikel (från latin diverticulum, av divertere, vända bort), är en utvidgning av väggen i ett hålorgan, till exempel tarm, urinblåsa och matstrupe. 
Divertiklar i tjocktarmen, tarmfickor, orsakas ofta av att rubbad tarmfunktion ökat trycket inifrån tarmen. Tarmfickor är vanliga, särskilt hos äldre. I 40-årsåldern har ungefär 10 procent av befolkningen tarmfickor, över 60 års ålder förekommer de hos nästan 50 procent.
Särskiljning görs på äkta divertiklar då hela väggen buktar ut och falska divertiklar då organets inre skikt pressas fram genom omgivande muskelvävnad.